# Politica del Nepal

Bandiera del Nepal

Il Nepal è una repubblica parlamentare di tipo federale. Il paese himalayano è diventato una repubblica a seguito dell'abolizione della monarchia il 28 maggio 2008. Nel 2007 è stata adottata una costituzione provvisoria, poi sostituita da una costituzione definitiva nel 2015. Secondo il testo iniziale del 2007, votato da 560 membri dell'Assemblea costituente (con solo 4 voti contrari), il Nepal è diventato «uno Stato indipendente, indivisibile, sovrano laico ed una repubblica democratica». Con la Costituzione del 2015, il Nepal diventa una federazione di 7 stati, ognuno dei quali con una propria legislazione ed un proprio primo ministro.

## Condizioni politiche

### 2001: La strage della Famiglia Reale
Il 1 giugno 2001 venne ufficialmente dichiarato che il Principe della Corona Dipendra aveva sparato ed ucciso suo padre, Re Birendra, sua madre, la Regina Aishwarya, i suoi fratelli e sorelle, il fratello minore di suo padre, il Principe Dhirendra e diverse zie, prima di rivolgere la pistola contro se stesso. Prima di morire, non cosciente, il Principe Dipendra divenne in ogni caso il monarca del paese, secondo la legge di successione al trono nepalese. Dopo la sua morte, due giorni dopo, il fratello di Re Birendra, Gyanendra, fu proclamato re.

### 2002-2007: sospensione del parlamento e la Loktantra Andolan
Il 1 febbraio 2002 Re Gyanendra sospese il Parlamento, nominò un governo guidato da lui stesso, e impose la legge marziale. Secondo il monarca, i politici civili non erano in grado di gestire l'insurrezione maoista. Le linee telefoniche vennero tagliate e diversi leader politici di alto livello vennero arrestati. Altri leader dell'opposizione fuggirono e si riunirono in India. Venne creata una grande coalizione chiamata l'Alleanza dei Sette Partiti in opposizione alla decisione del re, raccogliendo i sette gruppi parlamentari che assieme rappresentavano circa il 90% dei seggi.
Il 22 novembre 2005, l'Alleanza dei Sette Partiti ed il Partito Comunista del Nepal (Maoista) si accordarono su uno storico e senza precedenti memorandum d'intesa in 12 punti per la pace e la democrazia. Nepalesi con diversi percorsi di vita e la comunità internazionale considerarono il memorandum come una risposta politica appropriata alla crisi che si stava sviluppando in Nepal. Davanti alle sofferenze del popolo nepalese e l'enorme costo umano dei precedenti dieci anni di conflitto violento, il memorandum, che proponeva una transizione pacifica verso un'assemblea costituente, creò una formula accettabile per un unitario movimento per la democrazia. Secondo il memorandum in 12 punti, l'Alleanza dei Sette Partiti invocò un movimento di protesta sostenuto dal Partito Comunista del Nepal (Maoista). Ciò portò il paese ad una rivolta nazionale chiamata Loktantra Andolan che scoppiò nell'aprile 2006. Tutte le forze politiche, comprese la società civile e le organizzazioni professionali galvanizzarono la popolazione. Ciò portò a massicce e spontanee dimostrazioni di protesta contro il re. Il 21 aprile 2006, Re Gyanendra annunciò il ritorno del potere al popolo. Ciò ebbe scarso effetto sul popolo, che continuò ad occupare le vie di Kathmandu e delle altre città, sfidando apertamente il coprifuoco. Alla fine, Re Gyanendra annunciò la riapertura della Camera dei Rappresentanti, accettando una delle principali richieste dell'Alleanza dei Sette Partiti, alla mezzanotte del 24 aprile 2006. Di conseguenza la coalizione di forze politiche decise di terminare le proteste.
Il 19 maggio 2006, il parlamento assunse il pieno potere legislativo e diede il potere legislativo al Governo del Nepal (precedentemente conosciuto come Governo di Sua Maestà). Ai nomi di molte istituzioni (compreso l'esercito) fu tolto l'aggettivo "reale" ed il Raj Parishad (i consiglieri reali) fu abolito ed i suoi doveri assegnati al Parlamento stesso. Le attività del sovrano divennero soggetto allo scrutinio parlamentare e le proprietà del monarca divennero soggette a tassazione. Inoltre il Nepal venne dichiarato stato laico, abrogando il precedente status di Regno hindu. Comunque, la maggior parte dei cambiamenti non erano stati ancora messi in atto. Il 19 giugno 2006, il primo ministro Girija Prasad Koirala inviò una lettera alle Nazioni Unite annunciando l'intenzione del Governo per le elezioni di un'assemblea costituente entro l'aprile 2007.

### Da dicembre 2007 a maggio 2008: l'abolizione della monarchia
Il 23 dicembre 2007, fu stipulato un accordo per l'abolizione della monarchia e rendere il paese una repubblica federale con il primo ministro come capo di Stato. Nonostante le previsioni di sconfitta, nelle elezioni dell'aprile 2008 il Partito Comunista del Nepal (Maoista) divenne il maggiore partito del paese. Nel maggio 2008 fu instaurata una repubblica federale con solamente quattro voti contrari al cambiamento sui 601 seggi dell'Assemblea Costituente.

## Potere legislativo

### Prima del 2006
Dal 1991 al 2002 il Parlamento del Nepal (Sansas) era composto da due camere:
- la Camera dei Rappresentanti (Pratinidhi Sabha): 205 seggi eletti ogni cinque anni in collegi uninominali;
- il Consiglio Nazionale (Rashtriya Sabha): 60 membri, 35 eletti dal Pratinidhi Sabha, 15 rappresentanti delle Aree Regionali di Sviluppo e 10 nominati dal re.

### Dal Loktantra Andolan all'Assemblea Costituente
Dopo la vittoria del Loktatra Andolan nella primavera 2006, un parlamento monocamerale ad interim sostituì il parlamento precedente. La nuova istituzione era composta sia dai membri del vecchio parlamento, sia da membri nominati. Questa la sua composizione a dicembre 2007:
| Partito                                                    | Seggi |
| ---------------------------------------------------------- | ----- |
| Partito del Congresso Nepalese                             | 133   |
| Partito Comunista Unificato del Nepal (maoista)            | 84    |
| Partito Comunista del Nepal (marxista-leninista unificato) | 83    |
| Partito Democratico Nazionale                              | 9     |
| Partito Nepal Sadbhavana (Anandidevi)                      | 5     |
| Janamorcha Nepal                                           | 4     |
| Partito dei Lavoratori e dei Contadini Nepalese            | 4     |
| Rashtriya Jana Morcha                                      | 3     |
| United Left Front                                          | 2     |
| Partito Comunista del Nepal (unificato)                    | 2     |
| Partito Rashtriya Janashakti                               | 1     |

### Le prime elezioni della Repubblica: l'Assemblea Costituente
Nel maggio 2008 le elezioni per l'Assemblea Costituente videro il Partito Comunista del Nepal (Maoista) il maggiore partito nell'Assembla, un'assemblea che avrà un mandato di due anni.
| Risultati elezioni politiche del 10 aprile 2008 (Assemblea costituente) | Risultati elezioni politiche del 10 aprile 2008 (Assemblea costituente) | Risultati elezioni politiche del 10 aprile 2008 (Assemblea costituente) | Risultati elezioni politiche del 10 aprile 2008 (Assemblea costituente) | Risultati elezioni politiche del 10 aprile 2008 (Assemblea costituente) | Risultati elezioni politiche del 10 aprile 2008 (Assemblea costituente) | Risultati elezioni politiche del 10 aprile 2008 (Assemblea costituente) | Risultati elezioni politiche del 10 aprile 2008 (Assemblea costituente) | Risultati elezioni politiche del 10 aprile 2008 (Assemblea costituente) | Risultati elezioni politiche del 10 aprile 2008 (Assemblea costituente) |
| Partito politico                                                        | Maggioritario                                                           | Maggioritario                                                           | Proporzionale                                                           | Proporzionale                                                           | Seggi                                                                   | Seggi                                                                   | Seggi                                                                   | Seggi                                                                   | Seggi                                                                   |
| Partito politico                                                        | Voti                                                                    | %                                                                       | Voti                                                                    | %                                                                       | Magg.                                                                   | Prop.                                                                   | Designati                                                               | Totale                                                                  | %                                                                       |
| ----------------------------------------------------------------------- | ----------------------------------------------------------------------- | ----------------------------------------------------------------------- | ----------------------------------------------------------------------- | ----------------------------------------------------------------------- | ----------------------------------------------------------------------- | ----------------------------------------------------------------------- | ----------------------------------------------------------------------- | ----------------------------------------------------------------------- | ----------------------------------------------------------------------- |
| Partito Comunista Unificato del Nepal (maoista)                         | 3.145.519                                                               | 30,52                                                                   | 3.144.204                                                               | 29,28                                                                   | 120                                                                     | 100                                                                     |                                                                         | 220                                                                     | 36,60                                                                   |
| Partito del Congresso Nepalese                                          | 2.348.890                                                               | 22,79                                                                   | 2.269.883                                                               | 21,14                                                                   | 37                                                                      | 73                                                                      |                                                                         | 110                                                                     | 18,30                                                                   |
| Partito Comunista del Nepal (UML)                                       | 2.229.064                                                               | 21,63                                                                   | 2.183.370                                                               | 20,33                                                                   | 33                                                                      | 70                                                                      |                                                                         | 103                                                                     | 17,14                                                                   |
| Madhesi Jana Adhikar Forum, Nepal                                       | 634.154                                                                 | 6,15                                                                    | 678.327                                                                 | 6,32                                                                    | 30                                                                      | 22                                                                      |                                                                         | 52                                                                      | 8,65                                                                    |
| Tarai-Madhesh Loktantrik Party                                          | 345.587                                                                 | 3,35                                                                    | 338.930                                                                 | 3,16                                                                    | 9                                                                       | 11                                                                      |                                                                         | 20                                                                      | 3,33                                                                    |
| Rastriya Prajatantra Party                                              | 310.214                                                                 | 3,01                                                                    | 263.431                                                                 | 2,45                                                                    |                                                                         | 8                                                                       |                                                                         | 8                                                                       | 1,33                                                                    |
| Partito Comunista del Nepal (marxista-leninista)                        | 168.196                                                                 | 1,63                                                                    | 243.545                                                                 | 2,27                                                                    |                                                                         | 8                                                                       |                                                                         | 8                                                                       | 1,33                                                                    |
| Sadbhavana Party                                                        | 174.086                                                                 | 1,69                                                                    | 167.517                                                                 | 1,56                                                                    | 4                                                                       | 5                                                                       |                                                                         | 9                                                                       | 1,50                                                                    |
| Janamorcha Nepal                                                        | 136.846                                                                 | 1,33                                                                    | 164.381                                                                 | 1,53                                                                    | 2                                                                       | 5                                                                       |                                                                         | 7                                                                       | 1,16                                                                    |
| Partito Comunista del Nepal (unito)                                     | 39.100                                                                  | 0,38                                                                    | 154.968                                                                 | 1,44                                                                    |                                                                         | 5                                                                       |                                                                         | 5                                                                       | 0,83                                                                    |
| Rastriya Prajatantra Party Nepal                                        | 76.684                                                                  | 0,74                                                                    | 110.519                                                                 | 1,03                                                                    |                                                                         | 4                                                                       |                                                                         | 4                                                                       | 0,50                                                                    |
| Rastriya Janamorcha                                                     | 93.578                                                                  | 0,91                                                                    | 106.224                                                                 | 0,99                                                                    | 1                                                                       | 3                                                                       |                                                                         | 4                                                                       | 0,66                                                                    |
| Rastriya Janshakti Party                                                | 79.925                                                                  | 0,77                                                                    | 102.147                                                                 | 0,95                                                                    |                                                                         | 3                                                                       |                                                                         | 3                                                                       | 0,50                                                                    |
| Partito dei Lavoratori e dei Contadini Nepalese                         | 65.908                                                                  | 0,64                                                                    | 74.089                                                                  | 0,69                                                                    | 2                                                                       | 2                                                                       |                                                                         | 4                                                                       | 0,66                                                                    |
| Sanghiya Loktantrik Rastriya Manch                                      | 36.060                                                                  | 0,35                                                                    | 71.958                                                                  | 0,67                                                                    |                                                                         | 2                                                                       |                                                                         | 2                                                                       | 0,33                                                                    |
| Nepal Sadbhavana Party (Anandidevi)                                     | 45.254                                                                  | 0,44                                                                    | 55.671                                                                  | 0,52                                                                    |                                                                         | 2                                                                       |                                                                         | 2                                                                       | 0,33                                                                    |
| Rastriya Janamukti Party                                                | 38.568                                                                  | 0,37                                                                    | 53.910                                                                  | 0,50                                                                    |                                                                         | 2                                                                       |                                                                         | 2                                                                       | 0,33                                                                    |
| Nepali Janata Dal                                                       | 17.162                                                                  | 0,17                                                                    | 48.990                                                                  | 0,46                                                                    |                                                                         | 2                                                                       |                                                                         | 2                                                                       | 0,33                                                                    |
| Partito Comunista del Nepal (unificato)                                 | 51.928                                                                  | 0,50                                                                    | 48.600                                                                  | 0,45                                                                    |                                                                         | 2                                                                       |                                                                         | 2                                                                       | 0,33                                                                    |
| Altre liste e indipendenti                                              | 269.397                                                                 | 2,63                                                                    | 458.414                                                                 | 4,26                                                                    | 2                                                                       | 6                                                                       |                                                                         | 8                                                                       | 1,33                                                                    |
| Da attribuire                                                           |                                                                         |                                                                         |                                                                         |                                                                         |                                                                         |                                                                         | 26                                                                      | 26                                                                      | —                                                                       |
| Totale (votanti %)                                                      | 10.306.120                                                              | 100,00                                                                  | 10.739.078                                                              | 100,00                                                                  | 240                                                                     | 335                                                                     | 26                                                                      | 601                                                                     | 100,00                                                                  |

## Potere giudiziario
Il sistema giudiziario del Nepal è composto dalla Corte Suprema (Sarbochha Adalat), corti d'appello e varie corti distrettuali. Il Giudice Capo era nominato dal monarca su raccomandazione del Consiglio Costituzionale; gli altri giudici erano nominati dal monarca su raccomandazione del Consiglio Giudiziario.
Il sistema giudiziario del Nepal è legalmente separato dai rami esecutivo e legislativo ed ha mostrato la volontà di essere indipendente dall'influenza politica.